# اكلة (مقاطعة فامنين)
اكلة (بالفارسية: اکله) هي قرية تقع في قسم مفتح الريفي (مقاطعة فامنين) في إيران. يقدر عدد سكانها بـ 323 نسمة بحسب إحصاء 2016.